# Slatopil (Charkiw)
Slatopil (ukrainisch Златопіль) ist die fünftgrößte Stadt in der ukrainischen Oblast Charkiw und war bis Juli 2020 das administrative Zentrum des Rajons Perwomajskyj mit etwa 30.000 Einwohnern (2019). Zwischen 1952 und 2024 hieß die Stadt nach dem Ersten Mai als internationalem Tag der Arbeit Perwomajskyj (Первомайський).
Nahe der Stadt befindet sich die Firma Chym-Prom, eine der größten chemischen Fabriken der Ukraine.

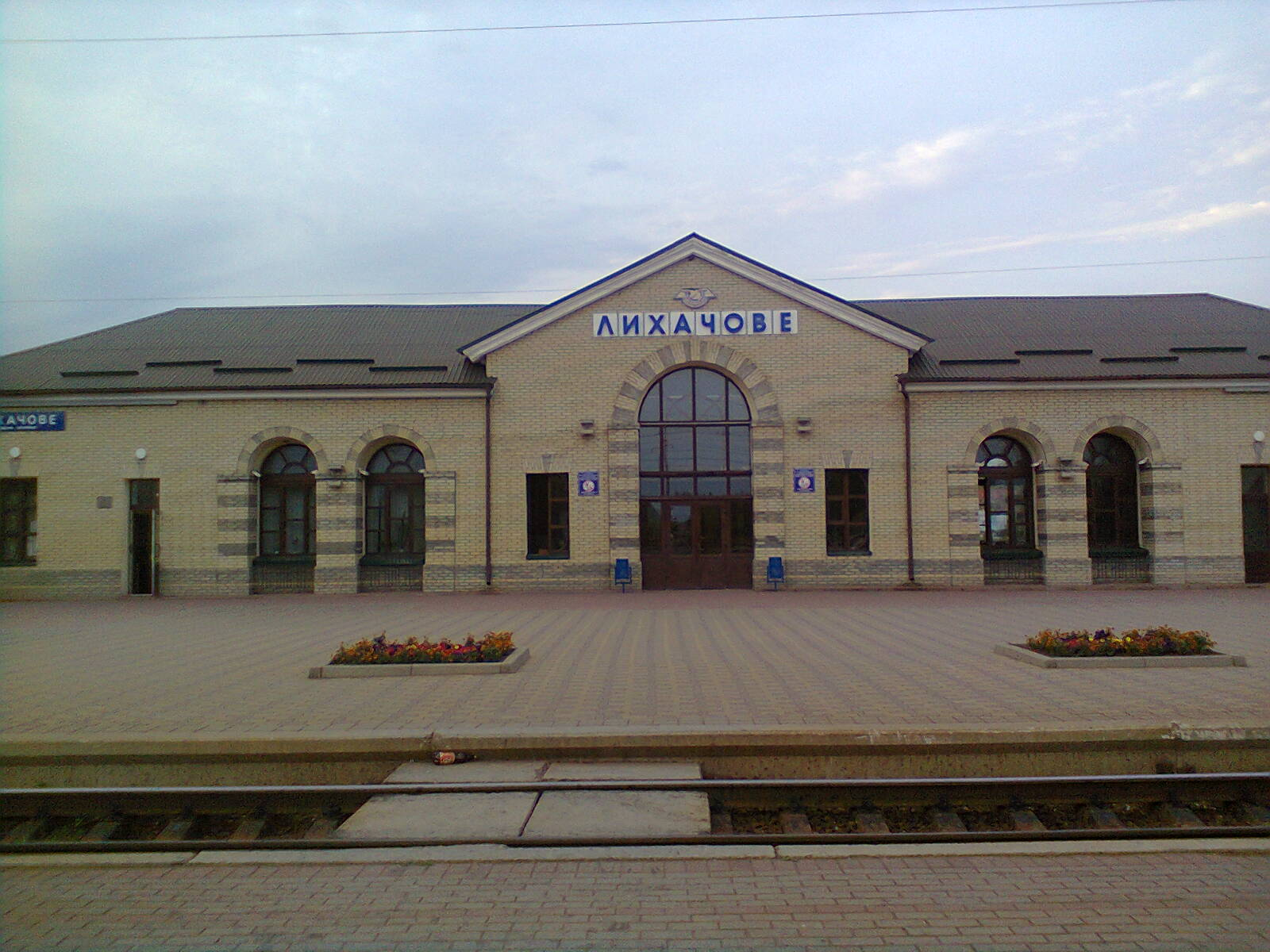
Bahnhof Lychatschowe (Лихачове) der Stadt Slatopil

## Geographie
Slatopil liegt in der Mitte des Rajon Perwomajskyj in der Oblast Charkiw, 86 km südlich des Oblastzentrums Charkiw mit einem Bahnhof an der Bahnstrecke Sewastopol–Charkiw.
Zur Stadtgemeinde zählte bis 1994 neben der Stadt noch das Dorf Sywasch (ukrainisch Сиваш), heute ist es nur noch der inoffizielle Name des ehemaligen Ortsgebietes. Die Größe der Stadtgemeinde beträgt insgesamt 30,8 km².

## Geschichte
Als Versorgungsstation für die Eisenbahn namens Lichatschewo 1869 an der neu gebauten Bahnstrecke Kursk–Charkiw–Sewastopol errichtet, wurde die Ortschaft 1952 in Perwomajskyj umbenannt. Der Ort war vom 20. Oktober 1941 bis zum 16. September 1943 von Truppen der Wehrmacht besetzt. Mit dem Bau einer Chemiefabrik wurde 1964 begonnen.
Seit 1965 Rajonszentrum besitzt Perwomajskyj seit 1991 den Status einer Stadt, zwischen 1992 und 2020 hatte es den Status einer Stadt unter Oblastverwaltung.

## Verwaltungsgliederung
Am 12. Juni 2020 wurde die Stadt zum Zentrum der neugegründeten Stadtgemeinde Perwomajskyj (Первомайська міська громада/Perwomajska miska hromada). Zu dieser zählen auch die 8 in der untenstehenden Tabelle aufgelisteten Dörfer, bis dahin bildete sie die gleichnamige Stadtratsgemeinde Perwomajskyj (Первомайська міська рада/Perwomajska miska rada) im Zentrum des Rajons Perwomajskyj.
Am 17. Juli 2020 kam es im Zuge einer großen Rajonsreform zum Anschluss des Rajonsgebietes an den Rajon Losowa.
Folgende Orte sind neben dem Hauptort Slatopil Teil der Gemeinde:
| Name                     | Name         | Name                        |
| ukrainisch transkribiert | ukrainisch   | russisch                    |
| ------------------------ | ------------ | --------------------------- |
| Hruschyne                | Грушине      | Грушино (Gruschino)         |
| Kalyniwka                | Калинівка    | Калиновка (Kalinowka)       |
| Karatschenziw            | Караченців   | Караченцев (Karatschenzew)  |
| Kaschpuriwka             | Кашпурівка   | Кашпуровка (Kaschpurowka)   |
| Masliwka                 | Маслівка     | Масловка (Maslowka)         |
| Radomysliwka             | Радомислівка | Радомысловка (Radomyslowka) |
| Rschawtschyk             | Ржавчик      | Ржавчик (Rschawtschik)      |
| Wyssoke                  | Високе       | Высокое (Wyssokoje)         |

## Bevölkerungsentwicklung
| 1927 | 1939 | 1959  | 1970   | 1979   | 1989   | 2001   | 2019   |
| ---- | ---- | ----- | ------ | ------ | ------ | ------ | ------ |
| 56   | 640  | 7.503 | 15.666 | 31.141 | 37.474 | 32.523 | 29.610 |

Quelle: 1927–1939,
1959,
1970,
1979,
ab 1989

## Söhne und Töchter der Stadt
- Oleksandr Abramenko (* 1988), Freestyle-Skier